# Giennadij Garbuzow
Giennadij Warfołomiejewicz Garbuzow (ros. Геннадий Варфоломеевич Гарбузов, ur. 11 września 1930 w Moskwie, zm. 21 października 2009 tamże) – radziecki bokser, medalista olimpijski z 1952.
Walczył w wadze koguciej (do 54 kg). Zdobył w niej brązowy medal na igrzyskach olimpijskich w 1952 w Helsinkach. Po pokonaniu Jeana Renarda z Belgii, Raúla Macíasa z Meksyku i Františka Majdlocha z Czechosłowacji przegrał w półfinale z Penttim Hämäläinenem z Finlandii.
Był mistrzem ZSRR w wadze koguciej w 1951 oraz brązowym medalistą w 1950 i 1953.
Jest pochowany na Cmentarzu Kotlakowskim w Moskwie.